# Gharb-Chrarda-Béni Hssen

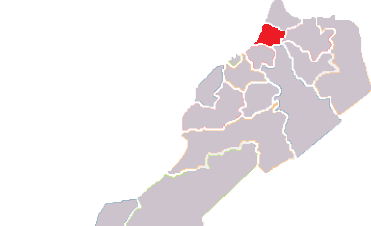
Läge i Marocko.

Gharb-Chrarda-Béni Hssen var 1997–2015 en av Marockos regioner. Den hade 1 859 540 invånare (2 september 2004) på en yta av 8 936 km². Regionens administrativa huvudort var Kénitra.

## Administrativ indelning
Regionen var indelad i två provinser:
- Kénitra, Sidi Kacem

## Större städer
Invånarantal enligt folkräkning (2 september 2004)
- Kénitra (359 142)
- Sidi Slimane (78 060)
- Sidi Kacem (74 062)
- Ouezzane (57 972)
- Souk El Arbaa (43 392)